# أحمد صلاح علوان
أحمد صلاح علوان (مواليد 12 مارس 1980) لاعب كرة قدم عراقي سابق ومدرب حالي يشغل حالياً منصب مدرب نادي أربيل الرياضي بشكل مؤقت.

## وصلة خارجية
- أحمد صلاح علوان على موقع الاتحاد الدولي (مؤرشف)  (الإنجليزية)
- أحمد صلاح علوان على موقع ناشيونال فوتبول تيمز (الإنجليزية)
- أحمد صلاح علوان على موقع Soccerway.com (الإنجليزية)
- أحمد صلاح علوان على موقع أوليمبيديا (الإنجليزية)